# Vol 9268 de Metrojet
El vol 9268 de Metrojet (KGL 9268/7K9268) era un vol xàrter de passatgers, entre l'Aeroport Internacional de Sharm el-Sheij i l'Aeroport Internacional Púlkovo a la ciutat russa de Sant Petersburg que es va estavellar el 31 d'octubre de 2015 a causa d'un atemptat d'Estat Islàmic.

## L'explosió
L'avió, amb registre EI-ETJ, era un Airbus A321-231 que portava 217 passatgers i set tripulants, i es va estavellar 23 minuts després d'enllairar-se en la península del Sinaí, Egipte. El fet va tenir lloc el 31 d'octubre de 2015, a les 04:13 UTC (07.13 Hora de Moscou). Incloent a la tripulació, formada per 7 persones, 216 de les persones a bord eren russes, tres eren ucraïneses i una era belarussa, en la seva majoria turistes.

Amb la xifra de 224 persones mortes, l'accident del vol 9268 és el més mortífer de la història d'Egipte, superant la caiguda del vol 604 de Flash Airlines el 2004. També és l'accident aeri més mortal que involucra un Airbus A321, sobrepassant l'accident del Vol 202 d'Airblue al Pakistan, el 2010, i el més mortal de la família Airbus A320, sobrepassant al vol 3054 de TAM el 2007.

## Aeronau
El propietari de l'Airbus A321 era la companyia d'arrendament financer irlandesa AerCap. L'avió tenia 18 anys al moment de l'accident. Va ser inicialment adquirit per Vietnam Airlines, però lliurat poc després a Middle East Airlines, al maig de 1997. L'avió va operar per Onur Air, una companyia turca, fins a octubre de 2011. La planta motriu estava formada per dos motors IAE V2533 i estava configurat per portar 220 passatgers en classe econòmica.

## Investigació
L'investigador Ayman Al-Mokadem va dir que el pilot havia contactat amb el control aeri i que havia demanat autorització per aterrar en l'aeroport més proper a causa d'una possible fallada tècnica. Va especular amb què podien haver intentat un aterratge d'emergència en l'Aeroport Internacional del Arish, al nord del Sinaí. Malgrat les reclamacions de la insurrecció en el Sinaí, les autoritats egípcies han descartat que l'avió fos abatut per un grup terrorista. Segons la versió preliminar del Comitè Interestatal d'Aviació l'avió es va desintegrar a l'aire.
El Servei Federal de Seguretat de la Federació Russa va anunciar el 17 de novembre que estaven segurs que es tractava d'un atac terrorista causat per una bomba improvisada que contenia l'equivalent de fins a 1 quilogram de TNT que va detonar durant el vol. Els russos van dir que havien trobat residus explosius com a prova. El 24 de febrer de 2016, el president egipci Abdel Fattah el-Sisi va reconèixer que el terrorisme va causar l'accident.